# Espaço de Bochner
Em matemática, os espaços de Bochner são uma generalização do conceito de espaços {\displaystyle L^{p}} para funções cujos valores estão em um espaço de Banach que não é necessariamente o espaço {\displaystyle \mathbb {R} } ou {\displaystyle \mathbb {C} } de números reais ou complexos. O espaço {\displaystyle L^{p}(X)} consiste em (classes de equivalência de) todas as funções mensuráveis de Bochner {\displaystyle f} com valores no espaço Banach {\displaystyle X} cuja norma {\displaystyle \|f\|_{X}} encontra-se no padrão espaço {\displaystyle L^{p}}. Portanto, se {\displaystyle X} é o conjunto de números complexos, é o Lebesgue padrão espaço {\displaystyle L^{p}}.
Quase todos os resultados padrão em espaços {\displaystyle L^{p}} também se mantêm nos espaços Bochner; em particular, os espaços Bochne {\displaystyle L^{p}(X)} são espaços de Banach para {\displaystyle 1\leq p\leq \infty .} Os espaços de Bochner são nomeados em homenagem ao matemático Salomon Bochner.

## Definição
Dado um espaço de medida {\displaystyle (T,\Sigma ;\mu ),} um espaço Banach {\displaystyle \left(X,\|\,\cdot \,\|_{X}\right)} e {\displaystyle 1\leq p\leq \infty ,} o espaço de Bochner {\displaystyle L^{p}(T;X)} é definido como o quociente de Kolmogorov (por igualdade em quase todos os lugares) do espaço de todas as funções mensuráveis de Bochner {\displaystyle u:T\to X} de modo que a norma correspondente é finita:{\displaystyle \|u\|_{L^{p}(T;X)}:=\left(\int _{T}\|u(t)\|_{X}^{p}\,\mathrm {d} \mu (t)\right)^{1/p}<+\infty {\mbox{ for }}1\leq p<\infty ,}
{\displaystyle \|u\|_{L^{\infty }(T;X)}:=\mathrm {ess\,sup} _{t\in T}\|u(t)\|_{X}<+\infty .}
Em outras palavras, como é comum no estudo de espaços {\displaystyle L^{p}}, {\displaystyle L^{p}(T;X)} é um espaço de classes de equivalência de funções, onde duas funções são definidas para serem equivalentes se forem iguais em todos os lugares, exceto em um {\displaystyle \mu }-medir subconjunto zero de {\displaystyle T.} Como também é usual no estudo de tais espaços, é comum abusar da notação e falar de uma "função" em {\displaystyle L^{p}(T;X)} em vez de uma classe de equivalência (o que seria mais tecnicamente correto).